# Démocratie représentative
La démocratie représentative, le gouvernement représentatif ou le régime représentatif est un système politique dans lequel on reconnaît à une assemblée restreinte le droit de représenter un peuple, une nation ou une communauté et de prendre les décisions la concernant. Elle se distingue de la démocratie directe, dans laquelle l'essentiel des décisions sont prises directement par les citoyens.
Dans ce type de régime, la volonté des citoyens s’exprime à travers des représentants qui établissent les lois (pouvoir législatif) et les font appliquer (pouvoir exécutif). Dans les démocraties représentatives contemporaines, ces représentants sont élus.

## Motivations

### Fin des absolutismes
La démocratie représentative (appelée aussi gouvernement représentatif) est présentée comme une alternative au despotisme par les philosophes des Lumières.

### Opposition à la démocratie directe
Selon le politologue Bernard Manin, « les démocraties contemporaines sont issues d'une forme de gouvernement que ses fondateurs opposaient à la démocratie ». Il illustre son propos par les considérations de James Madison lors de la Révolution américaine et Emmanuel-Joseph Sieyès lors de la Révolution française, qui « soulignaient ainsi en des termes très proches le contraste entre le gouvernement représentatif ou républicain et la démocratie. Cette proximité est d'autant plus saisissante que des différences multiples et profondes séparaient par ailleurs le principal architecte de la Constitution des États-Unis et l'auteur de Qu'est-ce que le Tiers-État ? : leur formation, le contexte politique dans lequel ils parlaient et agissaient, leurs conceptions constitutionnelles elles-mêmes ».
Emmanuel-Joseph Sieyès, à l'époque de la première constitution française dont il fut co-rédacteur, l'exprime clairement : 

« La France ne doit pas être une démocratie, mais un régime représentatif. Le choix entre ces deux méthodes de faire la loi, n’est pas douteux parmi nous. D’abord, la très grande pluralité de nos concitoyens n’a ni assez d’instruction, ni assez de loisir, pour vouloir s’occuper directement des lois qui doivent gouverner la France ; ils doivent donc se borner à se nommer des représentants. […] Les citoyens qui se nomment des représentants renoncent et doivent renoncer à faire eux-mêmes la loi ; ils n’ont pas de volonté particulière à imposer. S’ils dictaient des volontés, la France ne serait plus cet État représentatif ; ce serait un État démocratique. Le peuple, je le répète, dans un pays qui n’est pas une démocratie (et la France ne saurait l’être), le peuple ne peut parler, ne peut agir que par ses représentants. »

Pour certains auteurs, elle serait plus adaptée aux nations modernes que, par exemple, la démocratie athénienne. C'est ainsi que pour Benjamin Constant le système représentatif (on ne disait pas encore « démocratie représentative ») permet au plus grand nombre d'être libéré de la gestion quotidienne des affaires publiques :

« Les individus pauvres font eux-mêmes leurs affaires : les hommes riches prennent des intendants. C'est l'histoire des nations anciennes et des nations modernes. Le système représentatif est une procuration donnée à un certain nombre d'hommes par la masse du peuple, qui veut que ses intérêts soient défendus, et qui néanmoins n'a pas le temps de les défendre toujours lui-même. »

Elle est largement plus répandue que la démocratie directe : environ la moitié des habitants de la planète vivent sous un régime de démocratie représentative.

### La Nation et le Citoyen
S'il n'est plus systématiquement lié à la notion de communauté de culture, le régime représentatif est apparu historiquement dans le cadre de la souveraineté nationale. La Nation doit donc être entendue ici comme un collectif, le corps des citoyens, qui a pour unique fonction l'exercice de la souveraineté. Le citoyen est ainsi une forme idéalisée de l'individu qui se caractérise par son abnégation, son absence de préjugés de classe. Dénué d'égoïsme, il est capable de faire un choix politique en fonction de l'intérêt général en faisant abstraction des avantages personnels qu'il pourrait en tirer.
La nation étant une abstraction, sa volonté ne peut être exprimée que par des individus qui parleront en son nom. C'est l'un des rôles des représentants élus. Emmanuel-Joseph Sieyès écrit ainsi : « Il n’y a, il ne peut y avoir, pour un député, de mandat impératif, ou même de vœu positif, que le vœu national ; il ne se doit aux conseils de ses commettants directs, qu’autant que ces conseils seront conformes au vœu national. Ce vœu, où peut-il être, où peut on le reconnaître, si ce n’est dans l’Assemblée nationale elle-même ? » Il écrit encore que « l’intégrité nationale n’est pas antérieure à la volonté du peuple réuni qui n’est que sa représentation. L’unité commence là. Donc rien n’est au-dessus de la représentation, elle est le seul corps organisé. Le peuple dispersé n’est pas un corps organisé, il n’a ni un vouloir, ni une pensée, ni rien comme un ».
Le politologue Didier Mineur voit dans cette conception l'une des origines de la « crise de la représentation », car les représentés n'y ont pas vocation à se reconnaître dans leur représentation.

### Incapacité des peuples à se gouverner
Montesquieu : « Comme la plupart des citoyens, qui ont assez de suffisance pour élire, n’en ont pas assez pour être élus ; de même le peuple, qui a assez de capacité pour se faire rendre compte de la gestion des autres, n’est pas propre à gérer par lui-même. »
John Adams : « L'idée que le peuple est le meilleur gardien de sa liberté n'est pas vraie. Il est le pire envisageable, il n'est pas un gardien du tout. Il ne peut ni agir, ni juger, ni penser, ni vouloir. »
Emmanuel-Joseph Sieyès (corédacteur de la constitution française) oppose le gouvernement représentatif, qu'il contribue à mettre en place, à la démocratie (qu'il rejette) dans son discours du 7 septembre 1789 : voir citation ci-dessus.
Emmanuel-Joseph Sieyès fut un contradicteur des théories de Jean-Jacques Rousseau, qui se prononçait pour la démocratie directe. Opposé à la démocratie au sens littéral du terme, Sieyès était également contre le suffrage universel, lui préférant le suffrage censitaire. Ce système d'inspiration ploutocratique fut introduit dans la Constitution française et a prévalu jusqu'en 1848.

## Caractéristiques

### Vote
Dans un régime représentatif, le vote est un mode de la désignation et pas un transfert de responsabilité. Les élus tirent leur légitimité de la délégation de la souveraineté de leurs électeurs puisque ces derniers n'ont alors plus aucun moyen de contrôler l'action postérieure de leurs représentants. La souveraineté véritable aliénée en revient donc aux élus (principalement parlementaires) qui se chargent du débat et des prises de décisions sans s'en référer à leurs mandants dont ils sont totalement indépendants en dehors du fait d'élire.
Le vote n'est donc pas un droit, mais une fonction. Ce n'est pas une manifestation de la volonté individuelle, mais une fonction exercée au nom de la nation.
Historiquement, les premiers représentants étaient élus au suffrage censitaire. Un individu ne pouvait être élu qu'en fonction de l'impôt qu'il payait (historiquement, le cens), et donc de sa capacité financière. Le suffrage universel s'est développé par la suite.

### Mandat représentatif
De plus, on a un mandat représentatif, c'est-à-dire que le député, une fois élu, est indépendant de ses électeurs, il est irrévocable, et n'est pas tenu de suivre explicitement leur volonté. Néanmoins, la durée du mandat étant toujours limitée, l'élu peut penser qu'il doit agir globalement dans le sens des intérêts de ses électeurs, dans l'espoir d'être réélu.

### Selon John Dewey: la domination du«souci du bien être public»
Dans Le Public et ses problèmes (1927), John Dewey estime que

« ceux qui s'impliquent dans un gouvernement sont encore des êtres humains. Ils conservent leur lot de traits ordinaires de la nature humaine. Ils ont toujours des intérêts privés à servir, ainsi que des intérêts qui sont propres à des groupes particuliers comme ceux de la famille, de la clique ou de la classe à laquelle ils appartiennent. Il est rare qu'une personne s'immerge complètement dans sa fonction politique ; au mieux la plupart des hommes parviennent-ils à faire que leur souci du bien être public domine sur leurs autres désirs. Un gouvernement « représentatif » signifie que le public est délibérément organisé en fonction de l'intention d'assurer cette domination. Chez les individus, la double capacité de chaque officier du public provoque un conflit entre leurs buts et leurs actes véritablement politiques, et ceux qu'ils ont dans leur rôle non politique. Lorsque le public adopte des mesures particulières pour veiller à ce que ce conflit soit atténué et à ce que les fonctions représentatives aient la priorité sur les fonctions privées, alors les institutions politiques sont appelées représentatives. »

## Limites

### Représentativité
L'un des enjeux de la démocratie représentative est de savoir si les élus « représentent » effectivement leurs électeurs non seulement au sens politique, mais aussi au sens sociologique (comme on parle de la représentativité statistique d'un échantillon dans un sondage), à savoir dans leur diversité de revenus, de classes sociales ou de niveaux d'instruction. Ce souci de la représentativité traduit un souci de rendre le régime représentatif, paradoxalement, plus proche de la démocratie directe.
La notion de représentativité, issue du modèle politique d'après la Révolution française, a donné lieu à des débats autour de la possibilité d'une représentativité statistique.

### Intention du législateur
Le régime représentatif a donné lieu au modèle du positivisme juridique, c'est-à-dire une philosophie de la science du droit selon laquelle la tâche du juriste est d'analyser objectivement des normes posées par l'autorité habilitée, législateur. Dans cette perspective, les juges sont régulièrement conduits à s'interroger sur de possibles intentions du législateur qui subvertiraient le sens littéral des textes de loi. Cette recherche des intentions pose des problèmes pratiques, qui pour les auteurs de doctrine relèvent de l'interprétation téléologique.

### Mode de scrutin
En démocratie représentative, le mode de scrutin a une influence importante sur le choix final des élus.
La méthode la plus couramment utilisée pour former une chambre est le vote par circonscriptions, à scrutin majoritaire. Montesquieu la défendait ainsi dans son ouvrage De l'esprit des lois :

« L'on connaît beaucoup mieux les besoins de sa ville que ceux des autres villes ; et on juge mieux de la capacité de ses voisins que de celle de ses autres compatriotes. Il ne faut donc pas que les membres du corps législatif soient tirés en général du corps de la nation ; mais il convient que, dans chaque lieu principal, les habitants se choisissent un représentant. »

Ce système pose des problèmes de représentativité du fait du poids démographique des circonscriptions et des possibilités de manipulation du découpage électoral. Le vote majoritaire tend également à bipolariser le paysage politique et à écraser les opinions minoritaires. Néanmoins il instaure des majorités franches qui n'auront pas l'excuse en fin de mandat d'avoir été obligées de composer.
On peut être tenté de répondre à ces difficultés par une modification du système électoral en utilisant par exemple un scrutin de liste comme le scrutin proportionnel plurinominal intégral que l'on retrouve aux élections générales de pays comme l'Espagne ou Israël lors desquelles le pays tout entier ne forme qu'une seule circonscription électorale. Cela soulève d'autres problèmes, comme le poids des partis, à qui revient la constitution des listes, la stabilité des gouvernements et la nécessité de former des coalitions. Les scrutins de liste à la proportionnelle ont l'inconvénient de faire disparaître le lien direct électeur-élu et donc estomper le sentiment d'être effectivement représenté, puisque selon les modes de calculs, il n'est pas toujours possible de savoir quel candidat précis son bulletin de vote a fait élire.
Le philosophe et politicien Alain se montre, dans ses Propos sur les pouvoirs, très critique sur le système proportionnel face au système par circonscription (qu'il nomme « scrutin d'arrondissement »), car il explique qu'avec le second l'élu doit tout à ses électeurs et peu à son parti, tandis qu'avec le premier il doit tout à la place dans la liste que lui octroie son parti et sera donc tenté de suivre celui-ci plutôt que l'électeur. Le scrutin à vote unique transférable évite cet inconvénient, mais au prix d'un dépouillement très coûteux.

### Conflits d'intérêt
Les intérêts des représentants élus ne coïncident pas nécessairement avec ceux de leurs électeurs. Par exemple, il est fréquent que ce soit les représentants eux-mêmes qui déterminent leurs propres salaires, ou leurs régimes spéciaux de retraite.
La concentration de pouvoir politique entre les mains d'une minorité tend à favoriser la corruption. Le représentant, se retrouvant seul dans sa mandature, est souvent partagé entre son intérêt individuel et l'intérêt collectif du corps électoral. Il peut également subir l'influence des lobbies.

### Instabilité
Le changement d'un parti dirigeant à un autre, ou dans une moindre mesure d'un représentant à un autre, peut causer une rupture gouvernementale substantielle et un changement de lois et donc de la vie quotidienne des citoyens.

### Partis politiques
On peut considérer les partis politiques comme un « mal nécessaire » de la démocratie représentative, dans la mesure où il est souvent impossible à un candidat de remporter les élections sans se présenter au nom d'un parti politique. Ce qui a pour conséquence que, par la suite, un représentant politique risque de devoir agir à l'encontre de ses convictions pour être en conformité avec la ligne directrice de son propre parti. De temps en temps, il s'agira d'un compromis mineur. Mais il peut arriver qu'un changement de cap important soit exigé d'un représentant par son parti, de telle sorte qu'il n'ait comme alternatives que de démissionner de sa fonction ou de quitter le parti.
A contrario, le mandat représentatif permet le « nomadisme politique » : après les élections, un élu peut démissionner de son parti, voire rejoindre le camp adverse, sans que son mandat soit remis en cause.
Les partis politiques ont donc une position singulière : les candidats doivent représenter les opinions du parti qui le mandate auprès des électeurs.

### Coûts de fonctionnement
Beaucoup de ressources sont dépensées pour les élections. En outre, le besoin de lever des contributions de campagne est susceptible d'endommager la neutralité des représentants : ceux-ci peuvent se sentir redevables à l'égard des principaux contributeurs et vouloir les récompenser en leur facilitant certaines démarches, par exemple l'obtention de marchés publics.

### Court-termisme
Les penseurs de l'écologie ont été conduits à s'interroger sur l'inadaptation de la démocratie représentative aux enjeux écologiques, à cause de ses élections incessantes, de son court-termisme, et de son rétrécissement à des objectifs étroitement nationaux. Dominique Bourg et Kerry Whiteside, dans Vers une transition écologique (2010), proposent de réformer le système démocratique actuel en complétant la démocratie représentative par des institutions où ce sont les experts et les ONG qui jouent le premier rôle, non les élus.

## Critiques
Étienne de La Boétie (1530-1563), dans son Discours de la servitude volontaire, qualifie les élus de tyrans. Selon lui, ils surpassent en vices et en cruautés les deux autres types de tyrans, à savoir ceux qui obtiennent le pouvoir de manière héréditaire et ceux qui l'obtiennent par la force des armes. Il ajoute que les tyrans sont élus en raison de leur prestige, de leur grandeur ou toute autre qualité leur ayant permis de séduire le peuple.
Jean-Jacques Rousseau (1712-1778), dans Du contrat social, a dressé au chapitre « Des députés » une vive critique du système parlementaire, alors en vigueur en Grande-Bretagne. Il considère qu'en se donnant des représentants, c'est-à-dire en déléguant le temps d'un mandat son pouvoir législatif, le peuple abdique sa souveraineté et renonce à sa liberté. Car s'il est possible que le peuple veuille ce que veulent ceux qui le représentent à l'instant où il leur délègue son pouvoir, rien ne l'assure qu'il le voudra tout le temps du mandat : « Le souverain peut bien dire : « Je veux actuellement ce que veut un tel homme, ou du moins ce qu'il dit vouloir » ; mais il ne peut pas dire : « Ce que cet homme voudra demain, je le voudrai encore ». ». Pour Rousseau, le peuple, au lieu de payer des personnes pour faire les lois, devrait donc accepter de payer s'il le faut pour les faire lui-même.
Benjamin Constant (1767-1830), homme politique franco-suisse, de conviction libérale et favorable au régime représentatif, entrevoyait cependant ses limites :
- « Chez les modernes, au contraire, l'individu, indépendant dans la vie privée, n'est, même dans les États les plus libres, souverain qu'en apparence. Sa souveraineté est restreinte, presque toujours suspendue ; et si à époques fixes, mais rares, durant lesquelles il est encore entouré de précautions et d'entraves, il exerce cette souveraineté, ce n'est jamais que pour l'abdiquer. » (De la liberté des Anciens comparée à celle des Modernes, discours prononcé en 1819, dans De la liberté chez les Modernes, Livre de Poche, coll. « Pluriel », p. 494-496.)
- « Le danger de la liberté moderne, c'est qu'absorbés dans la jouissance de notre indépendance privée, et dans la poursuite de nos intérêts particuliers, nous ne renoncions trop facilement à notre droit de partage dans le pouvoir politique. Les dépositaires de l'autorité ne manquent pas de nous y exhorter. Ils sont si disposés à nous épargner toute espèce de peine, excepté celle d'obéir et de payer ! […] Non, Messieurs, ne laissons pas faire. Quelque touchant que soit un intérêt si tendre, prions l'autorité de rester dans ses limites. » (op. cit., p. 512-513.)

Dominique Bourg (né en 1953) et Kerry Whiteside estiment que la démocratie représentative se révèle impuissante face à l'ampleur des défis environnementaux. Selon eux, les principes sur lesquels elle repose sont intrinsèquement incompatibles avec la survie de la planète. Ils proposent une refondation institutionnelle en injectant une bonne dose de démocratie participative et délibérative. L'inertie des gouvernements face à l'urgence écologique serait imputable à notre système de décision collectif. « Protéger la biosphère exige donc de repenser la démocratie elle-même ».
Le sociologue ivoirien Alfred Babo remet en cause l'opportunité d'organiser des élections présidentielles en Afrique, compte tenu de leur cout élevé, de la violence qu'elles engendrent, et de leur faible impact démocratique. Il ne remet toutefois en cause ni la démocratie ni son caractère représentatif, mais il propose d'organiser autrement la nomination du président de la République.

## Histoire

Les démocraties représentatives selon l'ONG Freedom House.

La plupart des démocraties actuelles ont adopté ce système dès leur fondation.

### Révolution française
Dans la France d’Ancien Régime, une forme de représentation des différents groupes sociaux auprès des seigneurs était en place. Il ne s'agissait cependant pas d'un gouvernement représentatif au sens moderne du terme. Ce sens commence à émerger à la fin du XVIIIe siècle, et à la Révolution française se forme l'idée d'une « représentation nationale qui, pensée comme l'expression de la volonté commune du peuple, [apparaît] comme la condition d'une politique de liberté ».

### Usage de l'expression pendant la monarchie de Juillet
L'expression « gouvernement représentatif » est celle avec laquelle les contemporains de la monarchie de Juillet présentent le régime, qu'ils en soient partisans ou opposants. Celui-ci est théorisé dès les années 1820 par les doctrinaires, en particulier François Guizot, avant d'être en partie mis en œuvre dans les années 1830-1840. Selon Guizot, le gouvernement représentatif repose « sur cette vérité que la souveraineté de droit n'appartient à personne », mais correspond en fait à la raison et à la justice, ce qui suppose que toutes les décisions soient publiques et ouvertes à la discussion, que le pouvoir politique soit réparti « en raison de la capacité d'agir selon la raison et la justice » — principalement grâce à l'élection —, et que l'État soit doté de moyens de connaître la société, en particulier l'opinion publique, grâce à la libre discussion et à l'élection de représentants. Les révolutionnaires de 1848 opposent la République au gouvernement représentatif.

### Évolutions et variantes
Parmi les variantes nées de la démocratie représentative, on compte :
- la « démocratie du public », concept proposé par Bernard Manin et décrivant à ses yeux l'évolution actuelle de la démocratie participative, caractérisée notamment par une perte d'importance des partis politiques au profit des médias ;
- la « démocratie continue », promue par Dominique Rousseau ;
- la démocratie participative ou « locale », qui consiste à élaborer les décisions collectives en ne se limitant pas aux lieux où se prennent les décisions politiques ;
- la cyberdémocratie.

## Mise en pratiques
Aucun pays n'est gouverné selon un régime purement représentatif. Tous limitent par plusieurs mesures le pouvoir des élus.

### Le pluralisme et l’alternance
La tenue d’élections à échéances régulières permet de limiter l’autonomie des élus. Un régime est démocratique quand les gouvernements et les représentants n’héritent pas de leur charge mais sont élus au terme d’une procédure élective, et leur programme est soumis à l’approbation des électeurs. Le pouvoir est à prendre en ce sens qu’aucune équipe dirigeante n’est jamais définitivement installée, qu’aucun programme ne peut être tenu pour définitif, qu’aucune politique n’est jamais que provisoirement officielle.
Cette ouverture, ou plutôt cette disponibilité du pouvoir est commandée par une philosophie pluraliste qui fait de l’opposition une force aussi légitime que le sont les gouvernants en place. Non seulement toutes les tendances et tous les intérêts sont admis à s’exprimer, mais encore l’espoir est offert à tous d’accéder au gouvernement et d’en utiliser les prérogatives selon leurs vues. La représentation permet de surmonter la division : en défendant la diversité des intérêts, la représentation évite que des groupes d’intérêts ne viennent menacer les droits des minorités. Et dès lors, plus l’État est grand, plus les avis ont de chance d’être divergents.
Le système requiert que soient garantis le multipartisme, nécessaire pour qu’il puisse y avoir des élections, et la liberté d’expression de l’opinion publique, pour permettre l’échange et la délibération. La représentation contribue à la formation de la volonté générale, construite grâce à l'apport des idées de tous.
Certaines démocraties représentatives connaissent la séparation stricte des pouvoirs ; dans d’autres, notamment celles dans le système de Westminster, le gouvernement est responsable devant le parlement.

### La formation d’une classe politique
La démocratie représentative est marquée par la nécessité d’une division du travail dans une économie marchande : en confiant la gestion des affaires publiques et la représentation de leurs intérêts aux représentants, les individus peuvent vaquer à leurs occupations privées, s’adonner au commerce, etc.

### Les procédures de démocratie directe
Il est fréquent de recourir à des procédés de démocratie semi-directe ; il s'agit de permettre au peuple, dans les démocraties représentatives, d'intervenir ou de décider directement. Exemple : recourir au mandat impératif ou au référendum.
Un régime représentatif peut également admettre une petite dose de participation directe des citoyens. Une procédure de référendum peut notamment exister, et peut même être obligatoire pour certaines décisions, par exemple pour la révision constitutionnelle si le législateur n’est pas également constituant.
Le référendum est généralement peu apprécié des partis politiques car il est plus difficilement contrôlable que les élections. Il pose en outre le problème du risque de détournement plébiscitaire.
Les États vivant sous ce système admettent généralement des droits d’expression, de pétition et de manifestation très développés. Dans certains pays, une proposition de loi ou d’abrogation de loi, dite « d’initiative populaire », peut être déposée par des citoyens grâce à une collecte de signatures.

### La Constitution
La Constitution encadre et limite les prérogative des élus. C'est une sorte de mandat donné par la population auquel ils ne peuvent déroger. Les modifications par le Congrès sont d'ailleurs problématiques en matière de démocratie car la teneur de cette constitution peut ainsi être modifiée sans intervention directe du peuple.